# ACTUV
Протичовновий безекіпажний корабель постійного спостереження (англ. ASW Continuous Trail Unmanned Vessel, ACTUV) — фінансований DARPA проект, розпочатий на початку 2010 року з метою створення «безпілотного» корабля для боротьби з підводними човнами (ASW).

## Огляд
Очікується що ACTUV буде «першим безекіпажним військовим кораблем, спроектованим для розгортання в театрі бойових дій та для автономного плавання». Метою програми з чотирьох етапів є створення корабля, для відстеження та переслідування підводних човнів. Корабель матиме давачі, «здатні відстежити тихий, сучасний, дизель-електричний підводний човен» але не матиме екіпажу.
Передбачається, що ACTUV працюватиме з мінімальним наглядом та управлінням, берегові бази періодично спостерігатимуть за перебігом роботи та надаватимуть команди високого рівня через канали зв'язку за межами прямої видимості. Корабель матиме вдосконалені засоби для автономної навігації та засоби уникнення зіткнень аби відповідати вимогам міжнародного морського права та Міжнародних правил попередження зіткнення суден у морі.
Очікується, що відсутність екіпажу сприятиме розробці нових технологій стабілізації та автономності. Програма передбачає чотири етапи: оцінки можливостей, розробка, створення інтегрованого прототипу та морські випробування.